# Kalibaru (onderdistrict)

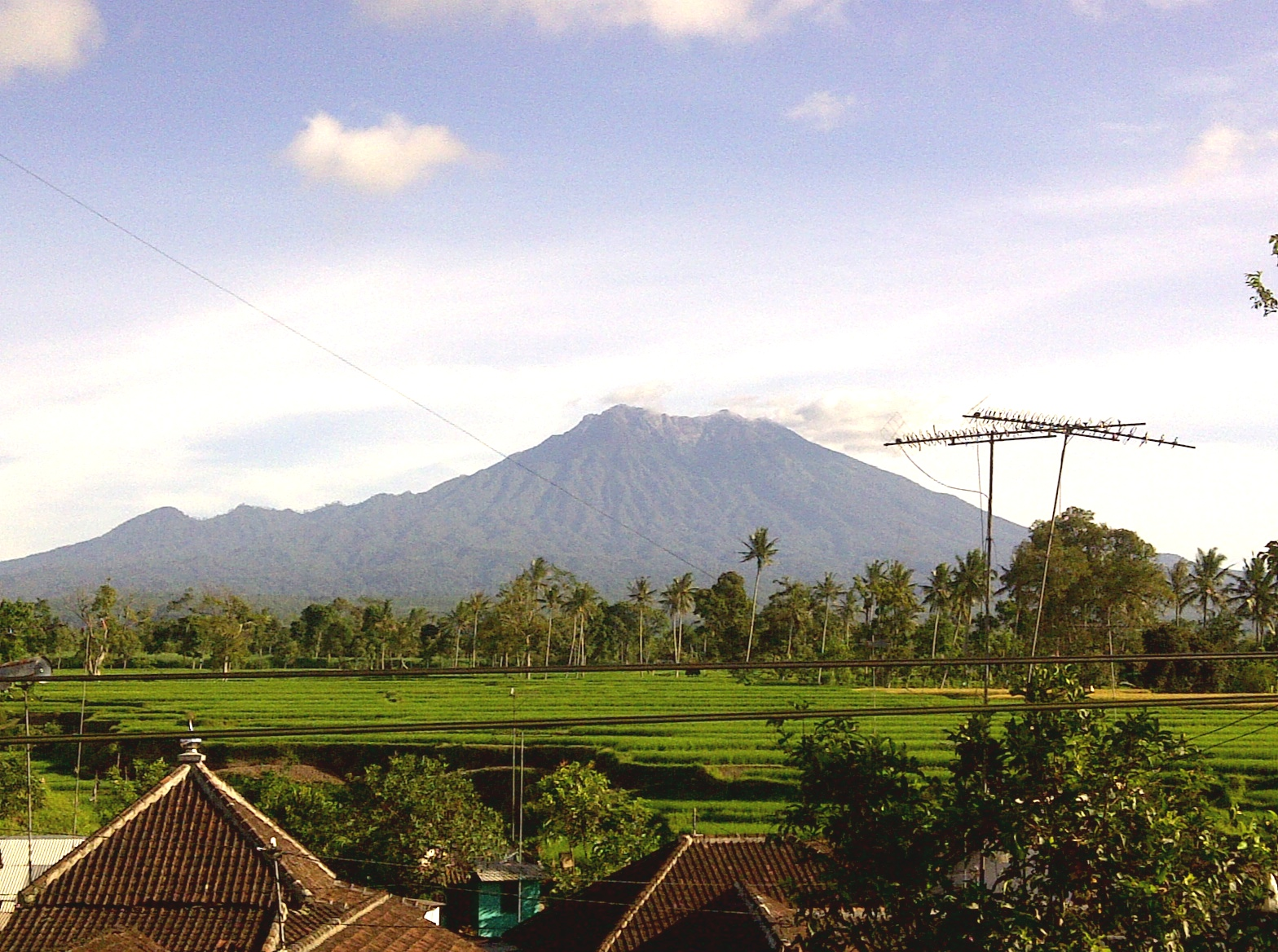
Vulkaan Raung gezien vanuit Kalibaru

Kalibaru (ook Kalibaroe, Kaliboroe) is een onderdistrict in Oost-Java, Indonesië. Het maakt deel uit van regentschap Banyuwangi.

## Galerij

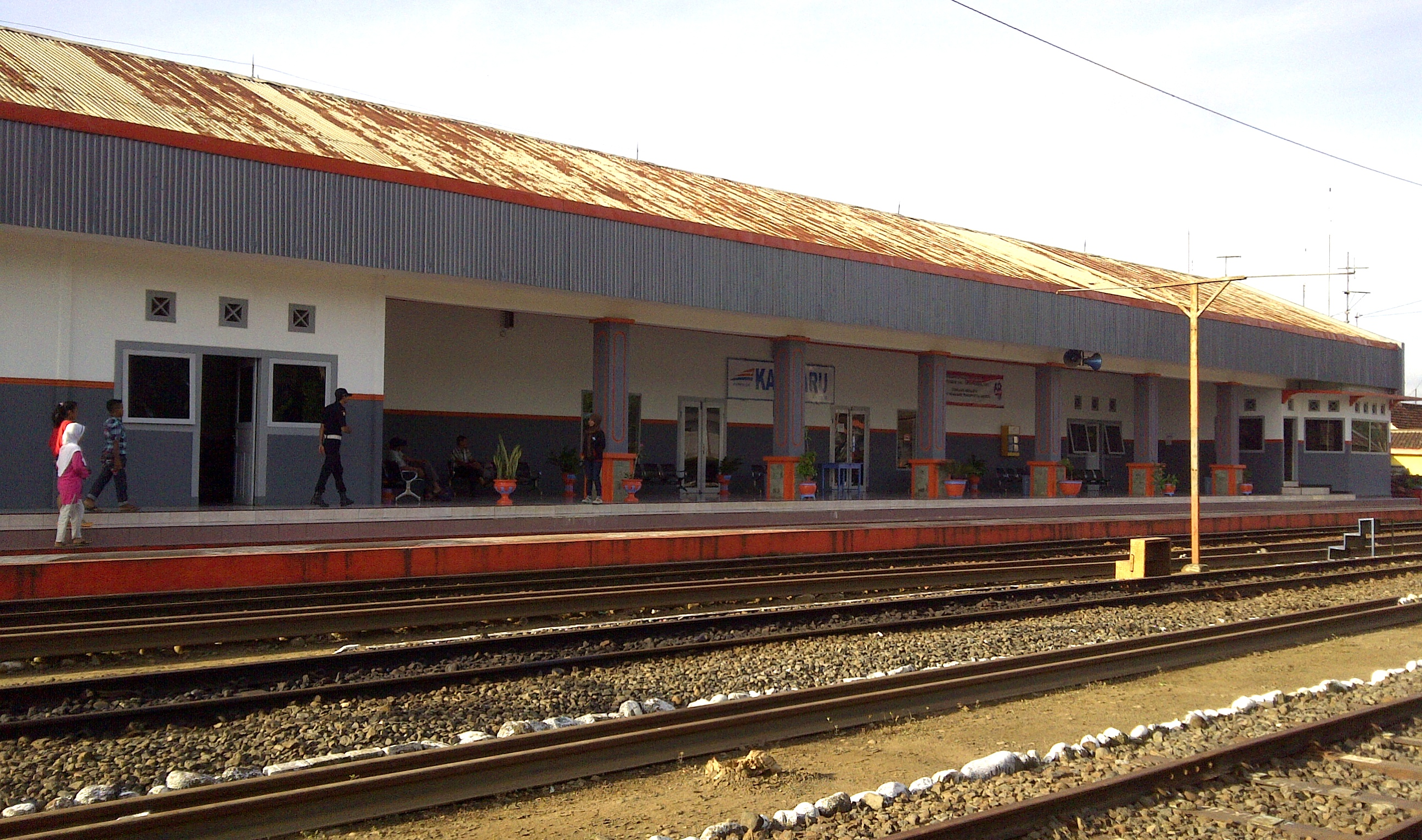
Station van Kalibaru
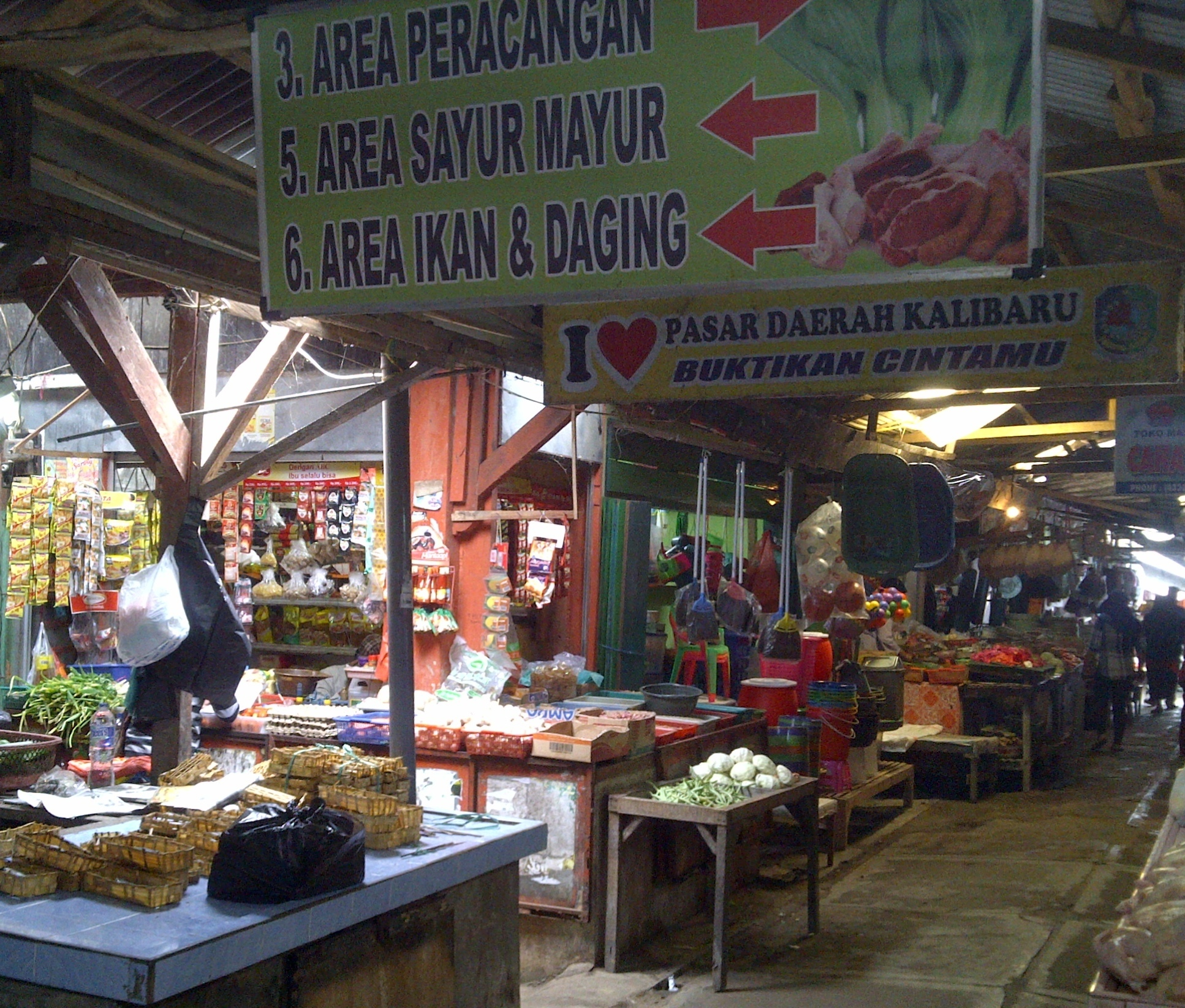
Markt van Kalibaru
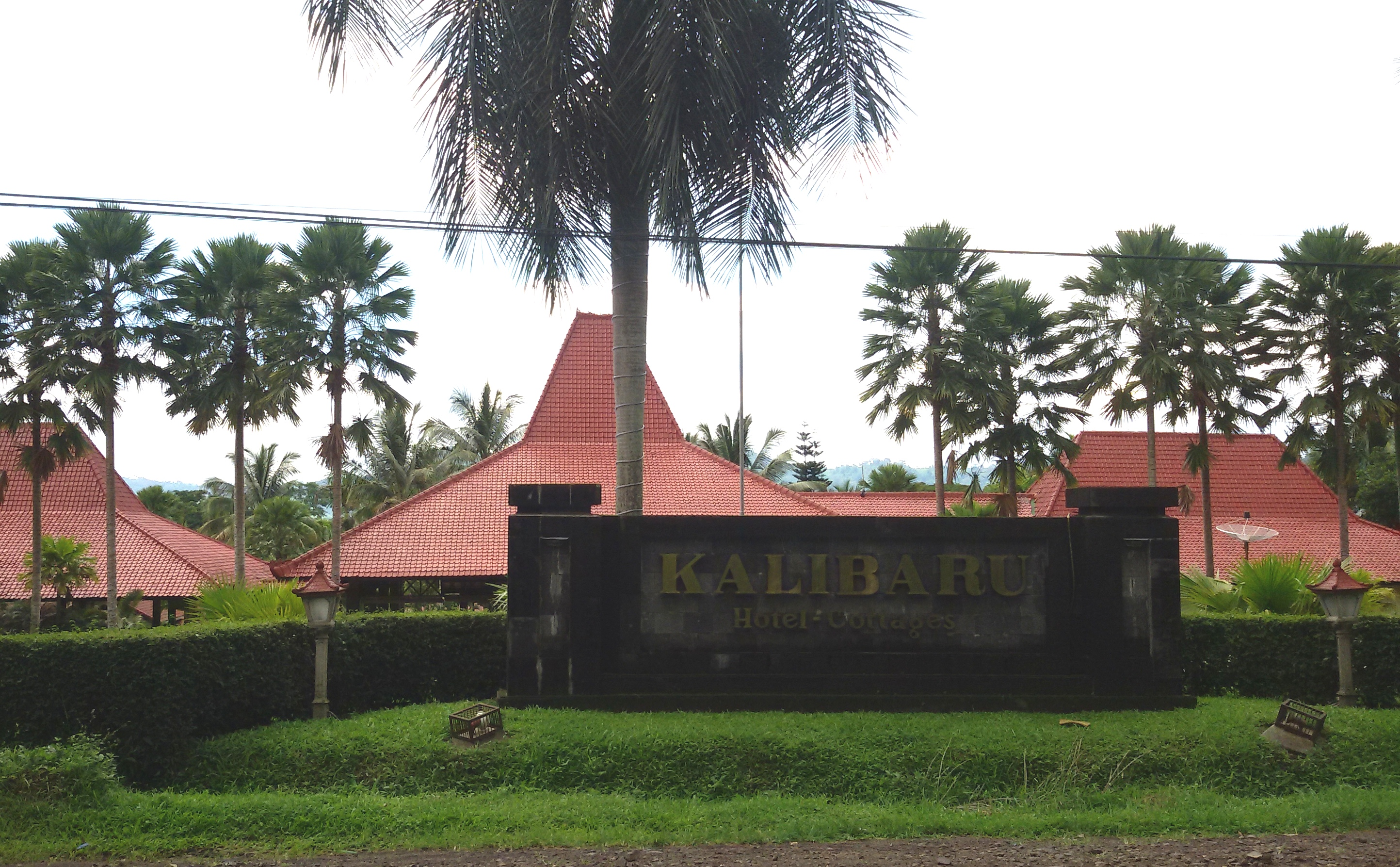
Hotel "Kalibaru Cottages"
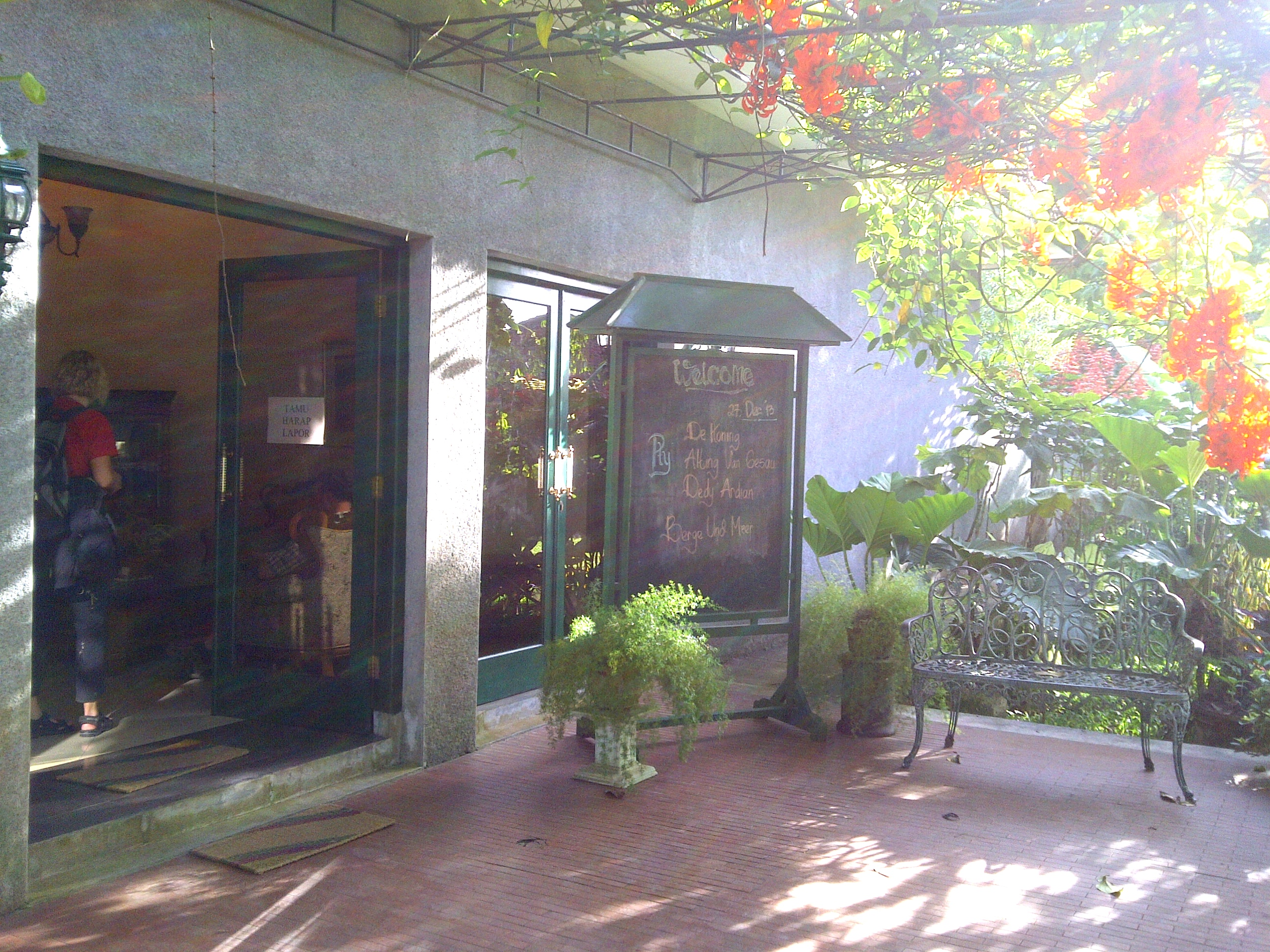
Hotel "Margo Utomo"
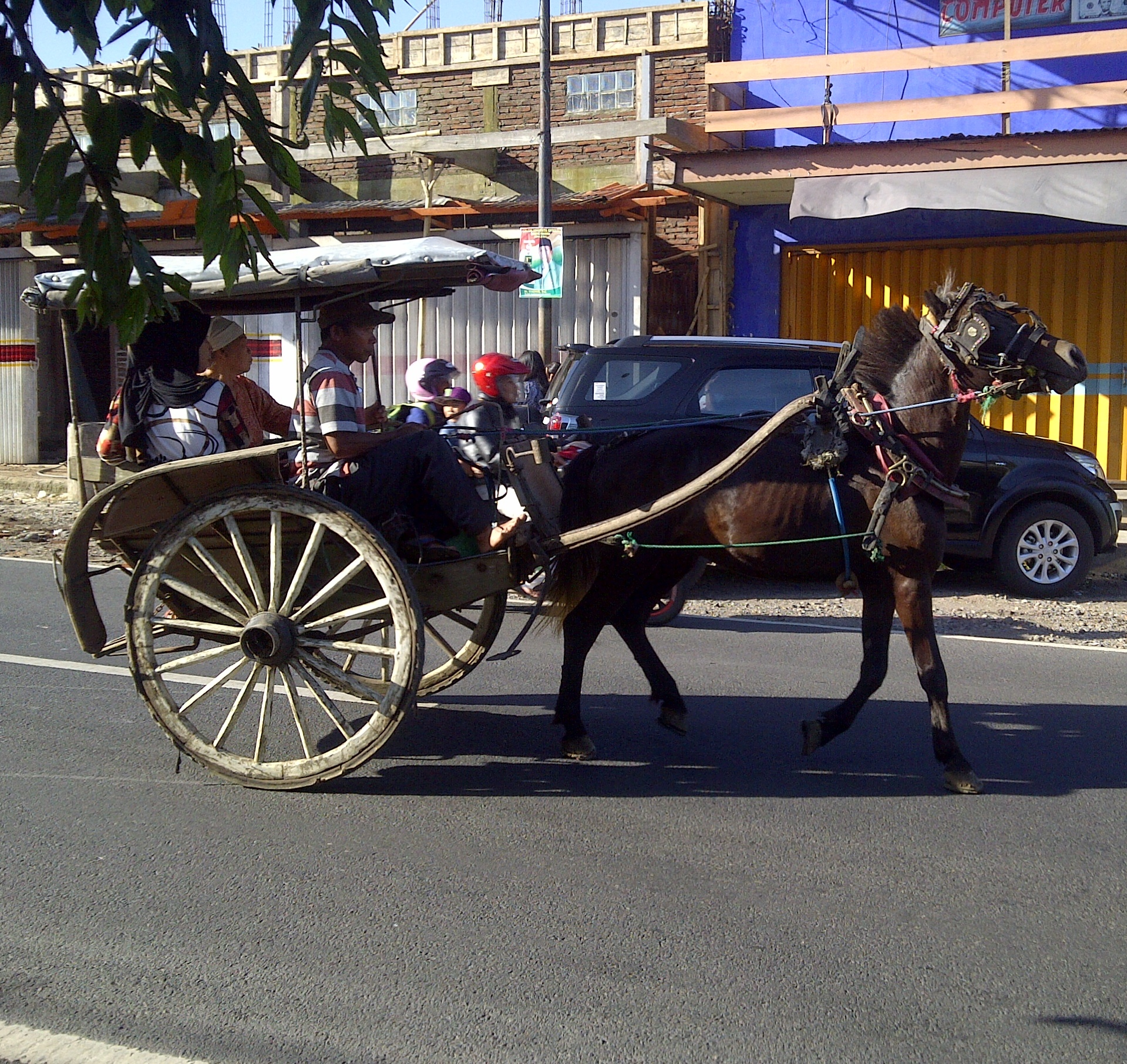
Wegscene in Kalibaru